# Creator Universe
Creator Universe ist ein Bandprojekt von etwa 30 bekannten britischen TikTok-Vloggern, das im Herbst 2023 mit dem Ziel gegründet wurde, Geld für die Hilfsorganisation The Trussell Trust zu sammeln.
Die Mitglieder des Projekts nahmen zusammen eine Coverversion von I Wish It Could Be Christmas Everyday der Band Wizzard aus dem Jahr 1973 auf. Die Aufnahme fand in den Abbey Road Studios in London statt, produziert wurde sie von Jamie Sellers, der zwischen 2020 und 2022 für die Weihnachts-Nummer-eins-Hits von LadBaby verantwortlich zeichnete. Die Single wurde am 15. Dezember 2023 veröffentlicht und erreichte kurz danach Platz eins der britischen iTunes-Charts. 

## Mitglieder
| - Jess and Norma - The Famileigh - Amy-Jo Simpson - Rosie McClelland - The Nursey Nurse - Ant Llewellyn-Harris - Lucy Edwards - Rossi D Woods - Phil Carr - Richard Franks - Clara Batten | - Lee Chapman aka Peter Poppleton - Joshua Morris - OSHU - Ann Russell - Aman Sanghera - John Reynolds - Alex Dodman - Jamie Raines - Shaaba Lotun-Raines - Tommy Moore | - Rob Colfer - Pia Blossom - Gavin Wren - Lafay Williams - Jess Asquith - Jake Scott - Choto Social - Liam Dixon - Alfie D Sajir - Lisa Dollan |

## Diskografie
Singles
- 2023: I Wish It Could Be Christmas Everyday